# Theodor Petsch
Theodor Victor Leo Petsch (* 27. Juni 1884 in Berlin; † 22. Juni 1973 in Lindau-Schachau) war ein deutscher General der Infanterie.
Er trat am 12. September 1903 als Fahnenjunker 5. Westpreußisches Infanterie-Regiment Nr. 148 ein. Hier begann er eine rasche Karriere: Bis zum Ende des Ersten Weltkrieges war er bis zum Hauptmann aufgestiegen und wurde in die Reichswehr übernommen. Bei Beginn des Zweiten Weltkrieges bekleidete er den Rang eines Obersten und führte im Rahmen das Westfeldzuges als Kommandeur das Infanterie-Regiment 353. Am 3. Mai 1941 wurde er Kommandeur der 710. Infanterie-Division. Von 1941 bis 1944 war er mit dieser Einheit in Norwegen stationiert, anschließend kam er nach Kassel. Am 1. März 1945 wurde er zum General der Infanterie befördert. Petsch hatte vom 9. Dezember 1944 bis März 1945 das Kommando über das IX. Armeekorps und den Wehrkreis IX in Kassel. Aber nach nur wenigen Monaten wurde er im März 1945 in die sogenannte Führerreserve versetzt. Im Mai 1945 kam er in US-amerikanische Kriegsgefangenschaft, aus der er erst 1947 wieder entlassen wurde.